# Theater of the Mind
Albums de Ludacris
Release Therapy
(2006) Battle of the Sexes
(2010)
Singles
1. What Them Girls Like
Sortie : 7 août 2008
2. One More Drink
Sortie : 28 octobre 2008
3. Nasty Girl
Sortie : 20 janvier 2009

Theater of the Mind est le septième album studio de Ludacris, sorti le 24 novembre 2008.
Des personnalités du cinéma, comme le réalisateur Spike Lee et les acteurs Ving Rhames et Chris Rock, font des apparitions vocales sur l'album.
L'album s'est classé 2e au Top R&B/Hip-Hop Albums et 5e au Billboard 200

## Liste des titres
| No  | Titre                                                                                                | Contient un (des) sample(s) de | Durée |
| --- | --- | --- | ----- |
| 1.  | Intro (Produit par The Runners)                                                                      | | 1:55  |
| 2.  | Undisputed (featuring Floyd « Money » Mayweather – Produit par Don Cannon)                           | We'll Find a Way d'Edwin Starr et Blinky | 4:33  |
| 3.  | Wish You Would (featuring T.I. – Produit par DJ Toomp et 8TRIX)                                      | | 4:47  |
| 4.  | One More Drink (featuring T-Pain – Produit par Trackmasters)                                         | Take That to the Bank de Shalamar Trusting Heart des Trammps                                                                                             | 3:41  |
| 5.  | Call Up the Homies (featuring Game et Willy Northpole – Produit par Clinton Sparks et Kamau Georges) | | 4:04  |
| 6.  | Southern Gangsta (featuring Rick Ross, Playaz Circle et Ving Rhames – Produit par StreetRunner)      | Black Steel in the Hour of Chaos de Public Enemy | 4:34  |
| 7.  | Everybody Hates Chris (featuring Chris Rock – Produit par Don Cannon)                                | It Takes a Whole Lotta Man for a Woman Like Me de Gladys Knight & the Pips                                                                               | 4:54  |
| 8.  | What Them Girls Like (featuring Chris Brown et Sean Garrett – Produit par Darkchild et Sean Garrett) | | 4:02  |
| 9.  | Nasty Girl (featuring Plies – Produit par Swizz Beatz)                                               | Yeah! d'Usher featuring Lil Jon et Ludacris | 4:32  |
| 10. | Contagious (featuring Jamie Foxx – Produit par Scott Storch)                                         | | 4:45  |
| 11. | Last of a Dying Breed (featuring Lil Wayne – Produit par Wyldfyer)                                   | You Don't Have to Say You Love Me de Dusty Springfield Eric B. Is President d'Eric B. & Rakim                                                            | 4:10  |
| 12. | MVP (Produit par DJ Premier)                                                                         | Hometown de Masaru Satō Virgo de Nas featuring Doug E. Fresh et Ludacris DTP for Life de Ludacris, I-20 et Lil' Fate Get Outta Yourself de Rupert Holmes | 3:50  |
| 13. | I Do It for Hip Hop (featuring Nas et Jay-Z – Produit par Wyldfyer)                                  | Long Red de Mountain The Bridge de MC Shan | 5:22  |
| 14. | Do the Right Thang (featuring Common et Spike Lee – Produit par 9th Wonder)                          | Na Boca Do Sol d'Arthur Verocai | 5:14  |

| 15. | Let's Stay Together (Produit par Three 6 Mafia)  | Everybody's Breakin' Up de Billy Paul                  | 4:22 |
| 16. | Press the Start Button (Produit par Dre & Vidal) | 2 of Amerikaz Most Wanted de 2Pac featuring Snoop Dogg | 4:00 |